# Liste de dramaturges par année de naissance
Liste de dramaturges par ordre chronologique. Les auteurs sont classés par date de naissance à l'intérieur de chaque siècle.

## Antiquité
Grèce antique
- Eschyle (526-456 av. J.-C.)
- Sophocle (vers 495-406 av. J.-C.)
- Euripide (480-406 av. J.-C.)
- Aristophane (445- 385 av. J.-C.)
- Ménandre (343- 292 av. J.-C.)

Rome antique
- Naevius (275-201 av. J.-C.)
- Plaute (254-184 av. J.-C.)
- Térence (184-159 av. J.-C.)
- Sénèque (4 av. J.-C. - 65 ap. J.-C.)

## Moyen Âge
- Rutebeuf (1230-1285) France
- Zeami (1363-1443) Japon
- Arnoul Gréban (1420-1471) France
- Gil Vicente (1465-1537) Portugal
- Juan del Enzina (1469-1529) Espagne
- Bartolomé de Torres Naharro (1483 - 1531) Espagne
- Marguerite de Navarre (1492-1549) France

## XVIesiècle

### Théâtre élisabéthain
- Thomas Kyd (1558-1594) Angleterre
- Christopher Marlowe (1564-1593) Angleterre
- William Shakespeare (1564-1616) Angleterre
- Ben Jonson (1572-1637) Angleterre
- John Fletcher (1579-1625) Angleterre
- Thomas Middleton (1580-1627) Angleterre
- John Ford (1586-1640) Angleterre
- John Webster (1580-1624) Angleterre

### Ailleurs en Europe
- Louis des Masures (1515-1574) France
- Étienne Jodelle (1532-1573) France
- Jean de La Taille de Bondaroy (~1535~1611) France
- Raffaello Borghini (1537-1588) Grande-Bretagne
- Catherine Des Roches (1542-1587) France
- Juan de la Cueva (1543-1612) Espagne
- Robert Garnier (1545-1590) France
- Miguel de Cervantes (1547-1612) Espagne
- Félix Lope de Vega (1562-1635) Espagne
- Juan Ruiz de Alarcón y Mendoza (1581-1639) Espagne
- Tirso de Molina (1583-1648) Espagne
- Pedro Calderón de la Barca (1600-1681) Espagne

## XVIIesiècle
- Richemont-Banchereau (1612- ?) France.
- François Hédelin abbé d'Aubignac (1604-1676) France
- Pierre Corneille (1606-1684) France
- Jean de Rotrou (1609-1650) France
- Molière (1622-1673) France
- John Dryden (1631-1700) Grande-Bretagne
- Françoise Pascal (1632-après 1698)
- Philippe Quinault (1635-1688) France
- Jean Racine (1639-1699) France
- William Wycherley (1640-1716) Grande-Bretagne
- Marie-Catherine de Villedieu (1640-1683) France
- Jean-François Regnard (1655-1709) France
- Catherine Bernard (1663-1712) France
- Alain-René Lesage (1668-1747) France
- William Congreve (auteur) (1670-1729) Grande-Bretagne
- Prosper Jolyot de Crébillon (1674-1762) France
- Pierre Carlet de Chamblain de Marivaux (1688-1763) France
- Voltaire (1694-1778) France

## XVIIIesiècle
- Carlo Goldoni (1707-1793) Italie
- Denis Diderot (1713-1784) France
- Carlo Gozzi (1720-1805) Italie
- Gotthold Ephraim Lessing (1729-1781) Allemagne
- Pierre-Augustin Caron de Beaumarchais (1732-1799) France
- Vittorio Alfieri (1749-1803) Italie
- Johann Wolfgang von Goethe (1749-1832) Allemagne
- Richard Brinsley Sheridan (1751-1816) Grande-Bretagne
- Friedrich von Schiller (1759-1805) Allemagne
- Heinrich von Kleist (1777-1811) Allemagne
- Ferdinand Raimund (1790-1836) Autriche
- Eugène Scribe (1791-1861) France
- Franz Grillparzer (1791-1872) Autriche
- Alexandre Griboïedov (1795-1827) Empire russe
- Alfred de Vigny (1797-1863) France
- Honoré de Balzac (1799-1850) France
- Alexandre Pouchkine (1799-1837) Empire russe

## XIXesiècle
- Christian Dietrich Grabbe (1801-1836) Allemagne
- Lachkir Amina (1801-1862) France
- Alexandre Dumas (1802-1870) France
- Victor Hugo (1802-1885) France
- Juliusz Słowacki (1809-1849) Pologne
- Nicolas Gogol (1809-1852) Empire russe
- Alfred de Musset (1810-1857) France
- Georg Büchner (1813-1837) Allemagne
- Friedrich Hebbel (1813-1863) Allemagne
- Emma Robinson (1814-1890), Angleterre
- Eugène Labiche (1815-1888) France
- Alexandre Ostrovski (1823-1886) Empire russe
- Henrik Ibsen (1828-1906) Norvège
- Victorien Sardou (1831-1908) France
- Victor-Eugène Bours (1848-) France
- August Strindberg (1849-1912) Suède
- Oscar Wilde (1854-1900) Irlande
- George Bernard Shaw (1856-1950) Irlande
- Georges Courteline (1858-1929) France
- Anton Tchekhov (1860-1904) Empire russe
- Georges Feydeau (1862-1921) France
- Maurice Maeterlinck (1862-1949) Belgique
- Frank Wedekind (1864-1918) Allemagne
- Luigi Pirandello (1867-1936) Italie
- Edmond Rostand (1868-1918) France
- Paul Claudel (1868-1955) France
- Hjalmar Söderberg (1869-1941) Suède
- Alfred Jarry (1873-1907) France
- Alice Emma Ives (1876-1930) États-Unis
- Raymond Roussel (1877-1933) France
- Jean Giraudoux (1882-1944) France
- Sacha Guitry (1885-1957) France
- Jules Romains (1885-1972) France
- Fernand Crommelynck (1886-1970) Belgique et France
- Eugene O'Neill (1888-1953) États-Unis
- Jean Cocteau (1889-1963) France
- André Obey (1892-1975) France
- Henry de Montherlant (1895-1972) France
- Marcel Pagnol (1895-1974) France
- Antonin Artaud (1896-1948) France
- Carl Zuckmayer (1896-1977) Allemagne
- Bertolt Brecht (1898-1956) Allemagne
- Jacques Audiberti (1899-1965) France
- Marcel Achard (1899-1974) France
- Noël Coward (1899-1973) Angleterre

## XXesiècle
- Ödön von Horváth (1901-1938) Autriche-Hongrie
- Marcel Aymé (1902-1967) France
- Julien Torma (1902-1933) France
- Witold Gombrowicz (1904-1969) Pologne
- Elias Canetti (1905-1994) Bulgarie et Autriche
- Jean-Paul Sartre (1905-1980) France
- Samuel Beckett (1906-1989) France et Irlande
- Beniamino Joppolo (1906-1963) Italie
- Christopher Fry (1907-2005) Grande-Bretagne
- Arthur Adamov (1908-1970) France
- Jacques Aeschlimann (1908-1975) Suisse
- Eugène Ionesco (1909-1994) France et Roumanie
- Jean Anouilh (1910-1987) France
- Jean Genet (1910-1986) France
- Tennessee Williams (1911-1983) États-Unis
- Max Frisch (1911-1991) Suisse
- Albert Camus (1913-1960) France
- Aimé Césaire (1913-2008) France
- Marguerite Duras (1914-1996) France
- Arthur Miller (1915-2005) États-Unis
- René de Obaldia (1918-2022) France
- Boris Vian (1920-1959) France
- Wolfgang Borchert (1921-1947) Allemagne
- Pier Paolo Pasolini (1922-1975) Italie
- Friedrich Dürrenmatt (1921-1990) Suisse
- Jeannine Worms (1923-2006) France et Argentine
- Armand Gatti (1924-2017) France
- Yukio Mishima (1925-1970) Japon
- Pierre Gripari (1925-1990) France
- Dario Fo (1926-2016) Italie
- Michel Vinaver (1927-2022) France
- François Billetdoux (1927-1991) France
- Neil Simon (1927-2018) États-Unis
- Edward Albee (1928-2016) États-Unis
- Heiner Müller (1929-1995) Allemagne
- Harold Pinter (1930-2008) Grande-Bretagne
- Falaba Issa Traoré (1930-2003) Mali
- Thomas Bernhard (1931-1989) Autriche
- Fernando Arrabal (1932) France
- Edward Bond (1934) Grande-Bretagne
- Václav Havel (1936-2011) Tchéquie
- Pierre Laville (1937) France
- Tom Stoppard (1937) Tchécoslovaquie et Grande-Bretagne
- Alan Ayckbourn (1939) Grande-Bretagne
- Tayeb Saddiki (1939-2016) Maroc
- Peter Handke (1942) Autriche
- Hanoch Levin (1943-1999) Israël
- Botho Strauss (1944) Allemagne
- Lars Norén (1944-2021) Suède
- Christian Prigent (1945) France
- Jean-Pierre Sarrazac (1946) France
- Elfriede Jelinek (1946) Autriche
- Philippe Minyana (1946) France
- Valère Novarina (1947) France et Suisse
- Charles Tordjman (1947) France
- Michel Azama (1947) France
- Jacques Rebotier (1947) France
- Bernard-Marie Koltès (1948-1989) France
- Noëlle Renaude (1949) France
- Jacques Serena (1950) France
- Jean-Paul Alègre (1951) France
- Kama Sywor Kamanda (1952) République Démocratique Du Congo  et Luxembourg
- Carlos Marquerie (1954) Espagne
- Jean-Pierre Martinez (1955) France
- Jean-Pierre Vallotton (1955) Suisse
- Emmanuel Schaeffer (1955) France
- Didier-Georges Gabily (1955-1996) France
- Mikhaïl Volokhov (1955) Russie et France[1]
- Jean-Daniel Magnin (1957) France et Suisse
- Jean-Luc Lagarce (1957-1995) France
- Géraldine Serbourdin (1958) France
- Jon Fosse (1959) Norvège
- Yasmina Reza (1959) France
- Éric-Emmanuel Schmitt (1960) France
- Eric Jaquenoud (1961) Suisse
- Christian Morel de Sarcus (1962) France
- Xavier Durringer (1963) France
- Christophe Pellet (1964) France
- Olivier Py (1965) France
- Gildas Milin (1966) France
- Marie NDiaye (1967) France
- Naïma Zitan (1967) Maro
- Arne Lygre (1968) Norvège
- David Greig (1969) Écosse
- Mamadou Mahmoud N'Dongo (1970) France
- Sarah Kane (1971-1999) Grande-Bretagne
- Jean Lambert-wild (1972) France
- Florian Zeller (1979) France
- Julien Gindre (1987) Suisse